# ダニエル・ベル

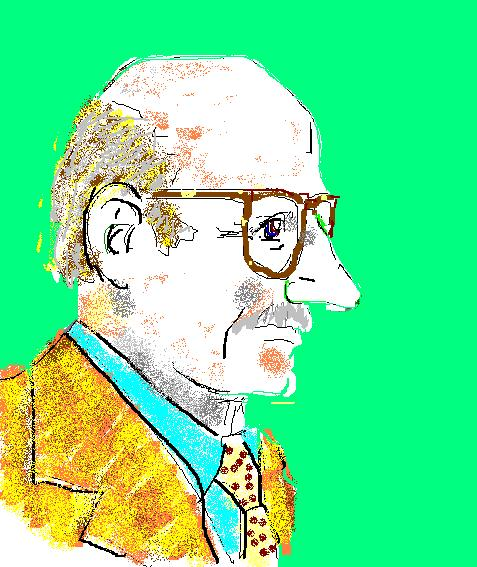
ダニエル・ベル

ダニエル・ベル（Daniel Bell、1919年5月10日 - 2011年1月25日）は、アメリカ合衆国の社会学者。ハーバード大学名誉教授。アメリカ生まれのロシア系ユダヤ人。

## 人物・略歴
1919年、ダニエル・ボロツキー（Daniel Bolotsky）としてニューヨークで生まれ、のち　ダニエル・ベル（Daniel Bell）と名乗る。貧困家庭に育ち1932年に社会主義青年同盟に参加して共産主義に惹かれるが、スターリン体制下の実態を知るに至ってソ連に幻滅する。
ニューヨーク市立大学シティカレッジ卒業後、コロンビア大学で博士号取得。その後コロンビア大学社会学部教授（1959 - 69）、
ハーヴァード大学教授（1969 - 90）を務めた。
2011年1月25日、マサチューセッツ州ケンブリッジの自宅で死去。91歳没。

## 研究・思想
西洋文化の支配的な形態としてのモダニズムを拒否し、モダニズムに対抗するものとして宗教の重要性に着目した。また、「イデオロギーの終焉」論は世界的な流行語ともなり、脱工業社会の概念を用意したことでも知られる。

### イデオロギーの終焉論
先進資本主義諸国における「豊かな社会」の到来とともに、階級闘争を通じての社会の全面的変革というマルクス主義的理念はその効力を失ったとする論。

### 脱工業社会
財の生産からサービス（高度情報サービスなど）に経済活動の重心が移行し、それにともなって「知識階級」と呼ばれる専門・技術職層の役割が大きくなり、組織運営の様式も経済外的諸要因を配慮する「社会学化様式」に変わっていく社会のこと。

## 著書

### 単著
- Work and its Discontents, (Beacon Press, 1956).
- The End of Ideology: On the Exhaustion of Political Ideas in the Fifties, (The Free Press, 1960).

岡田直之訳『イデオロギーの終焉――1950年代における政治思想の涸渇について』（現代社会科学叢書：東京創元社、1969年、新版1980年）
- The Reforming of General Education: the Columbia College Experience in its National Setting, (Columbia University Press, 1966).
- Marxian Socialism in the United States, (Princeton University Press, 1967).
- The Coming of Post-Industrial Society: A Venture in Social Forecasting, (Basic Books, 1973).

内田忠夫ほか訳 『脱工業社会の到来――社会予測の一つの試み』（ダイヤモンド社（上・下）、1975年、新版1978年）
- The Cultural Contradictions of Capitalism, (Basic Books, 1976).

林雄二郎訳『資本主義の文化的矛盾』（講談社学術文庫（上・中・下）、1976年）
- 『未来のための知恵　あすを語る』（高根正昭編訳、東京新聞出版局、1977年）
- Sociological Journeys: Essays 1960-1980, (Heinemann, 1980).

正慶孝訳『20世紀文化の散歩道』（ダイヤモンド社、1990年）
- The Social Sciences since the Second World War, (Transaction Books, 1982).

蝋山昌一訳『社会科学の現在』（TBSブリタニカ、1984年）
- Bringing Your Employees into the Business: An Employee Ownership Handbook for Small Business, (Kent Popular Press, 1988).
- Communitarianism and its Critics, (Clarendon Press, 1993).
- 『21世紀への予感―現代の問題を未来の視点から読む』（正慶孝訳、ダイヤモンド社、1991年）、各・日本版オリジナル
- 『知識社会の衝撃』（山崎正和・林雄二郎訳、TBSブリタリカ、1995年）
- 『最後に残る智恵　テクノロジーと人類社会のゆくえ』（福島範昌訳、たちばな出版、1998年）
- East Meets West: Human Rights and Democracy in East Asia, (Princeton University Press, 2000).

施光恒・蓮見二郎訳『「アジア的価値」とリベラル・デモクラシー――東洋と西洋の対話』（風行社、2006年）
- The Future of Technology, (Pelanduk Publications, 2001).

### 共著
- E・G・メッサニー『知識文明の構想 知識・技術がつくる未来』（白根礼吉編訳、ダイヤモンド社<ダイヤモンド現代選書>、1969年）
- The Deficits: How Big? How Long? How Dangerous?, with Lester Thurow, (New York University Press, 1985).

レスター・サロー『財政赤字――レーガノミックスの失敗』（中谷巌訳、TBSブリタニカ、1987年）
- 山崎正和ほか『21世紀の新資本主義論』（新人物往来社、1992年）
- Towards Illiberal Democracy in Pacific Asia, (Macmillan, 1995).

### 編著
- The New American Right, (Criterion Books, 1955).

斎藤眞・泉昌一訳『保守と反動――現代アメリカの右翼』（みすず書房「現代史双書」、1958年）
- The Radical Right: the New American Right, expanded and updated ed., (Doubleday, 1963).
- Toward the Year 2000: Work in Progress, (Mifflin, 1968).

### 共編著
- Confrontation: the Student Rebellion and the Universities, co-edited with Irving Kristol, (Basic Books, 1969).
- Capitalism Today, co-edited with Irving Kristol, (New English Library, 1971).

平恒次訳『今日の資本主義文化――すべての美徳が価値を失うとき』（ダイヤモンド社、1973年）
- The Crisis in Economic Theory, co-edited with Irving Kristol, (Basic Books, 1981).

中村達也・柿原和夫訳『新しい経済学を求めて』（日本経済新聞社、1985年）

## 研究
- 清水晋作『公共知識人ダニエル・ベル　新保守主義とアメリカ社会学』（勁草書房、2011年）